# هیچ‌چیز مگر یک مرد
هیچ‌چیز مگر یک مرد (به انگلیسی: Nothing But a Man) فیلمی ۹۵ دقیقه‌ای به کارگردانی مایکل رومر با بازی ایوان دیکسون است.